# الشعر الشعبي
الشعر الشعبي هو الشعر المنسوب إلى العامية وهي ما تتكلمه عامة الناس في حياتهم اليومية. وهو كل شعر منظوم بلهجة غير اللغة العربية الفصحى. فأي شعر خلاف الشعر العربي الفصيح هو شعر عامي أو شعر شعبي. والشعر العامي هو الّذي يتكلم بلهجة أهل البلد الدارجة والمتميزة، والتي ينطق بها شخص يعرف أنّه من أهل ذاك البلد.
من الأمثلة على الشعر العامي:
- الشعر الشعبي العراقي
- الزجل في بلاد الشام
- الشعر النبطي في شبه الجزيرة العربية
- الموال في العراق ومصر

وتنبثق من الشعر العامي عادةً الأغاني الشعبية، وهي أغاني تعبّر عن عادات وتقاليد كل شعب من الشعوب العربية. ومن أنواع الغناء الشعبي: 
- «السناد»: وهو الغناء الثقيل ذو الترجيع الكثير النغمات والنبرات الذي يعتمد على القافية المطلقة.
- «الهزج»: وهو الغناء الخفيف الذي يرقص عليه ويمشي بالدف والمزمار.
- «الزجل»: وهو اللعب والجبلة والتطريب ورفع الصوت، وسمي كذلك بسبب رفع الصوت فيه وترجعيه في الإنشاد.
- «الموال»: ويقسم إلى موال مصري وهو خماسي، وموال بغدادي وهو سباعي.

## تاريخ الشعر الشعبي في جزيرة العرب
ذكر الدكتور سعد الصويان أن أقدم نماذج الشعر الشعبي في الجزيرة العربية هي التي أوردها ابن خلدون في مقدمته، وأنه أول من نبه باقتضاب "إلى أهمية دراسة شعر البدو وأورد في مقدمته وفي بداية الجزء السادس من تاريخه عينات من قصائد بدو بني هلال. إلا أن هناك بعض التساؤلات التي لا بد من التحقق منها قبل البت النهائي في دقة ما ذكره ابن خلدون في مقدمته عن الشعر البدوي بوجه عام وفي قيمة المقطوعات التي أوردها كنماذج لبدايات الشعر النبطي وشعر السيرة.
وقد اختلف العلماء والمختصون حول طبيعة هذه الأشعار الهلالية وقيمتها التاريخية. يرى الدكتور عبد الحميد يونس في كتابه الهلالية في التاريخ والأدب الشعبي أن القصائد الهلالية التي أوردها ابن خلدون تمثل الطور الغنائي الخالص للسيرة الهلالية والذي كان سائدا قبل القرن السادس الهجري وتلاه من بعد القرن الثامن الطور القصصي. ويرى يونس أن ما ذكره ابن خلدون في مقدمته وفي تاريخه عن بني هلال قد لا يكون دقيقا من الناحية التاريخية لكنه «يدل بجلاء على أن سيرة بني هلال كانت حية نامية من الناحية الأدبية على الأقل في عهد هذا المؤرخ الكبير».
أما العلماء في نجد والجزيرة العربية فإنهم يرون أن النماذج الشعرية التي أوردها ابن خلدون تمثل المرحلة الانتقالية من الشعر الفصيح إلى الشعر النبطي. وأول من ألمح إلى هذا الرأي وأوعز به خالد الفرج في مقدمته لمجموعة ديوان النبط: مجموعة من الشعر العامي في نجد حيث يقول "على أن أقدم ما وصل إلينا من الشعر العامي في نجد هو أشعار بني هلال وما أورده لهم ابن خلدون في مقدمته من أشعار لا تختلف عما هي عليه الآن أشعار أهل نجد.
وسرد ابن خلدون النماذج التي أوردها في مقدمته من الشعر البدوي بطريقة قد توهم القارئ المستعجل بأن هذه النماذج تنتمي إلى نفس الجنس. إلا أن هذا المسرد يمكن تقسيمه إلى ثلاثة أجناس: 
قصيدة المرأة الحورانية والتي تقف في مواجهة بقية القصائد وتتميز عنها في كونها تأتي فعلا من بادية الجزيرة العربية وليس من بادية المغرب وهي بذلك تعتبر مثالا جيدا لبدايات الشعر النبطي، وإن كانت هي المثال الوحيد الذي يقدمه ابن خلدون على هذا اللون من الشعر البدوي، أما القصائد الهلالية فإن منها.
أشعارا ذاتية تاريخية لا نشك في نسبتها وهي التي نعتبرها بدايات شعر الملحون في شمال أفريقيا.
أشعار تدخل في نطاق السيرة الهلالية وتعتبر الإرهاصات الأولى لها.

ومما عزز توهم علمائنا أن القصائد الهلالية التي أوردها ابن خلدون في مقدمته تمثل في مجملها بدايات الشعر النبطي تأكيده على أن شعر البدو في عصره يمثل امتدادا طبيعيا للنمط الجاهلي في نظم الشعر. ويوحي طرح ابن خلدون النظري وكما عبر عنه في مقدمته بأنه يتحدث عن الأشعار التي يتداولها أبناء البادية في الجزيرة العربية. لكن ما ساقه من قصائد هلالية يؤكد أن حديثه عن شعر البدو جاء بناء على معايشته لبقايا بادية بني هلال في بلاد المغرب وليس بدو الجزيرة العربية بالذات والذين من المرجح أن معرفته بهم آنذاك لم تكن مباشرة. وقد أشرنا من قبل إلى انقطاع رحلات الطلب وإلى أن الجزيرة العربية أصبحت منذ زمن بعيد مغلقة وشبه معزولة عن العالم الخارجي. ومع ذلك فإنه من الواضح أن ابن خلدون حاول أن يستقصي الوضع في بادية الجزيرة العربية ويتعرف على الأسماء المتداولة في شمال الجزيرة وشرقها لهذا اللون من الشعر.